# Erzbistum Valencia
Das Erzbistum Valencia (lat.: Archidioecesis Valentina, kat.: Arxidiòcesi de València, span.: Archidiócesis de Valencia) ist eine in Spanien gelegene Erzdiözese der römisch-katholischen Kirche mit Sitz in Valencia.

## Geschichte
Das Erzbistum Valencia wurde erstmals im Jahre 527 als Bistum Valencia gegründet, ging aber im 8. Jahrhundert im Zuge der Maurischen Herrschaft auf der Iberischen Halbinsel unter. Im Zuge der Reconquista und der Vertreibung der Mauren aus Valencia wurde es am 10. Oktober 1238 als Bistum Valencia wieder errichtet. Zunächst unterstand es als Suffragandiözese dem Erzbistum Tarragona. Am 9. Juli 1492 erhob Papst Innozenz VIII. das Bistum zum Erzbistum mit Sitz eines Metropoliten.